# Canton du Tampon-3
Le canton du Tampon-3 est un ancien canton de l'île de La Réunion, département d'outre-mer français de l'océan Indien. Il se limitait à une fraction de la commune du Tampon.

## Histoire
| Période | Période | Identité       | Étiquette | Qualité |
| ------- | ------- | -------------- | --------- | ------- |
| 1988    | 2001    | Raymond Lauret | DVD       |         |
| 2001    | 2015    | Guy Sorres     | UMP       |         |